# Naissance en 1179
Naissance
- 1175
- 1176
- 1177
- 1178
- 1179
- 1180
- 1181
- 1182
- 1183

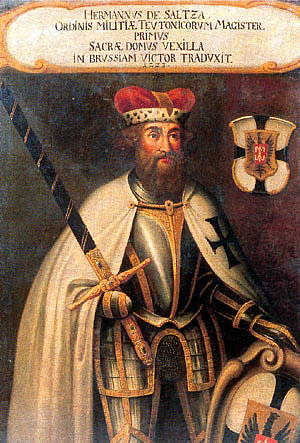
Hermann von Salza, né en 1179.

Cette page dresse une liste de personnalités nées au cours de l'année 1179 :
- 3 janvier : Thibaut III de Champagne, comte de Champagne.
- 20 avril : Shimazu Tadahisa, fondateur du clan Shimazu.
- 17 mai : Ogasawara Nagatsune, héritier légitime de l'art ogasawara-ryū de l'archerie et du tir à l'arc à cheval.

- Constance d’Aragon, reine consort de Hongrie, puis impératrice du Saint-Empire, reine de Germanie et de Sicile.
- Donato de Ripacandida, moine bénédictin italien.
- Konoe Iezane, noble de cour japonais (kugyō) du début de l'époque de Kamakura.
- Yaqout al-Rumi, ou Yaqout ibn Abdullah al-Rumi al-Hamawi ou Yāqūt ibn ʿAbd Allâh al-Rūmī, biographe, encyclopédiste et un géographe syrien.
- Hermann von Salza, 4e Grand maître de l'ordre Teutonique.
- Sérapion d'Alger, martyr, d'origine irlandaise.
- Snorri Sturluson, homme politique, diplomate, historien et poète islandais.

date incertaine (vers 1179)
- Jean d'Ibelin, surnommé le vieux seigneur de Beyrouth, il assure à plusieurs reprises le gouvernement du royaume de Jérusalem.

## Crédit d'auteurs
- Cet article est partiellement ou en totalité issu de l'article intitulé « 1179 » (voir la liste des auteurs).